# Lithophyllon scabra
Lithophyllon scabra is een rifkoralensoort uit de familie van de Fungiidae. De wetenschappelijke naam van de soort is voor het eerst geldig gepubliceerd in 1901 door Döderlein.